# Liste Schweizer Oscarpreisträger
Der Oscar (eigentlich Academy Award of Merit, dt. Ehrenpreis der Akademie) wird seit 1929 alljährlich von der Academy of Motion Picture Arts and Sciences an Filmschaffende vergeben. Er gilt als wichtigste Auszeichnung seiner Art. Die Jahreszahl gibt das Jahr der Preisverleihung an.
Die Schweiz konnte bislang zweimal den Oscar für den besten fremdsprachigen Film gewinnen, 1985 für Gefährliche Züge und 1991 für Reise der Hoffnung. Erfolgreichster Schweizer Künstler ist der Filmproduzent Arthur Cohn, der bislang drei Oscars gewinnen konnte, drei weitere seiner Filme wurden als bester fremdsprachiger Film ausgezeichnet, wobei davon nur Gefährliche Züge ein Wettbewerbsbeitrag der Schweiz war. Neben Cohn wurde nur der Drehbuchautor Richard Schweizer mehrfach ausgezeichnet, er erhielt den Preis in den 1940er-Jahren zweimal überreicht.
Nicht berücksichtigt sind Preisträger mit Schweizer Wurzeln, die aber die Staatsbürgerschaft nicht besitzen, wie beispielsweise Renée Zellweger.

## Liste
- 1946: Richard Schweizer für das beste Originaldrehbuch für Marie-Louise
- 1949: Richard Schweizer für die beste Originalgeschichte für Die Gezeichneten
- 1956: Yul Brynner[1] als bester Hauptdarsteller in Der König und ich
- 1960: Arthur Cohn für den besten Dokumentarfilm für Nur Himmel und Dreck
- 1962: Maximilian Schell als bester Hauptdarsteller in Urteil von Nürnberg
- 1965: Peter Ustinov als bester Nebendarsteller in Topkapi
- 1980: H.R. Giger für die besten visuellen Effekte in Alien
- 1985: Gefährliche Züge (Regie: Richard Dembo) als bester fremdsprachiger Film
- 1990: Arthur Cohn für den besten Dokumentarfilm für American Dream
- 1991: Reise der Hoffnung (Regie: Xavier Koller) als bester fremdsprachiger Film
- 1999: Arthur Cohn für den besten Dokumentarfilm für Ein Tag im September
- 2019: Thabo Beeler – Technical Achievement Award zusammen mit Derek Bradley, Bernd Bickel und Markus Gross
- 2021: Florian Zeller für das beste adaptierte Drehbuch für The Father zusammen mit Christopher Hampton